# Tetradische Zahl
In der Unterhaltungsmathematik ist eine tetradische Zahl (vom englischen tetradic number, auch four-way number) eine Zahl {\displaystyle n} mit der Eigenschaft, dass die vier Zahlen
- {\displaystyle n}
- {\displaystyle n} um 180° gedreht
- {\displaystyle n} horizontal gespiegelt
- {\displaystyle n} vertikal gespiegelt

immer dieselbe Zahl {\displaystyle n} ergibt.
Dabei muss die Ziffer 1 als I geschrieben werden und bei der Ziffer 8 müssen beide Schlaufen gleich groß sein. Das Wort tetra ist das griechische Präfix für die Zahl 4 und ist namensgebend, weil tetradische Zahlen auf oben genannte Art vier Symmetrien besitzen.
Eine tetradische Zahl, die prim ist, nennt man tetradische Primzahl.
Wie schon bei den strobogrammatischen Zahlen sind tetradische Zahlen von ihrer Basis {\displaystyle b} abhängig. Üblicherweise wird die Basis {\displaystyle b=10} betrachtet, also das Dezimalsystem.

## Beispiele
- Die einzigen Ziffern, die bei tetradischen Zahlen vorkommen dürfen, sind die Ziffern 0, 1 und 8.
- Die kleinsten tetradischen Zahlen sind die folgenden:

0, 1, 8, 11, 88, 101, 111, 181, 808, 818, 888, 1001, 1111, 1881, 8008, 8118, 8888, 10001, 10101, 10801, 11011, 11111, 11811, 18081, 18181, 18881, 80008, 80108, 80808, 81018, 81118, 81818, 88088, 88188, 88888, 100001, 101101, 108801, 110011, … (Folge A006072 in OEIS)
- Die kleinsten tetradischen Primzahlen sind die folgenden:

11, 101, 181, 18181, 1008001, 1180811, 1880881, 1881881, 100111001, 100888001, 108101801, 110111011, 111010111, 111181111, 118818811, 180101081, 181111181, 181888181, 188010881, 188888881, 10008180001, 10081818001, … (Folge A068188 in OEIS)
- Die nächste Liste gibt an, wie viele {\displaystyle n}-stellige tetradische Zahlen (mit aufsteigendem {\displaystyle n=1,2,3,\ldots }) es gibt:

3, 2, 6, 6, 18, 18, 54, 54, 162, 162, 486, 486, 1458, 1458, 4374, 4374, 13122, 13122, 39366, 39366, 118098, 118098, 354294, 354294, 1062882, 1062882, 3188646, 3188646, 9565938, 9565938, 28697814, 28697814, 86093442, 86093442, 258280326, 258280326, 774840978, … (Folge A225367 in OEIS)
Beispiel:
Die vierte Zahl in ober Liste ist 6. Das bedeutet, dass es 6 vierstellige tetradische Zahlen gibt (im Speziellen 1001, 1111, 1881, 8008, 8118 und 8888).
- Es gibt keine größte tetradische Zahl. Man kann immer eine größere tetradische Zahl finden, indem man auf beiden Seiten einer gegebenen tetradischen Zahl eine beliebige andere tetradische Zahl hinzufügt, sodass die Symmetrie erhalten bleibt.

Beispiel:
Die Zahl 8008 ist eine tetradische Zahl. Fügt man beiderseits zum Beispiel die tetradische Zahl 1001 hinzu, erhält man 100180081001, welche wiederum eine tetradische Zahl ist.
- Die größte bekannte tetradische Primzahl ist die folgende (Stand: 5. Februar 2020):[1]

{\displaystyle p=10^{180054}+8\cdot {\frac {10^{58567}-1}{9}}\cdot 10^{60744}+1=1\;\overbrace {00\dotso 0} ^{60743{\text{ Nullen}}}\;\overbrace {88\dotso 8} ^{58567{\text{ Achter}}}\;\overbrace {00\dotso 0} ^{60743{\text{ Nullen}}}\;1}
Sie wurde im Jahr 2009 von Darren Bedwell entdeckt und hat 180.055 Stellen.

## Wissenswertes
- Im Unterschied zu den dihedralen Primzahlen dürfen bei den tetradischen Zahlen die Ziffern 2 und 5 nicht vorkommen.
- Jede tetradische Primzahl ist auch gleichzeitig eine dihedrale Primzahl.
- Primzahlpalindrome, in denen nur die Ziffern 0, 1 und 8 vorkommen, sind tetradische Zahlen.
- Jede tetradische Zahl ist ein Primzahlpalindrom, in der nur die Ziffern 0, 1 und 8 vorkommen (die Umkehrung des oberen Satzes).
- Tetradische Zahlen sind sowohl strobogrammatische Zahlen als auch Zahlenpalindrome.
- Jede Repunit ist eine tetradische Zahl.
- Die Primzahl {\displaystyle p=11} ist die einzige tetradische Primzahl, die eine gerade Anzahl von Stellen hat. Alle anderen tetradischen Primzahlen haben eine ungerade Anzahl von Stellen.

(Alle anderen tetradischen Primzahlen mit einer geraden Anzahl von Stellen sind durch 11 teilbar.)

## Tetradische Zahlen in anderen Zahlensystemen
- Im Dualsystem, also im Zahlensystem mit Basis {\displaystyle b=2}, sind alle Primzahlpalindrome tetradische Zahlen. Die kleinsten sind die folgenden im Dualsystem geschriebenen:

0, 1, 11, 101, 111, 1001, 1111, 10001, 10101, 11011, 11111, 100001, 101101, 110011, … (Folge A057148 in OEIS)
(Dies folgt aus dem vorher angeführten Satz, dass Primzahlpalindrome, in denen nur die Ziffern 0, 1 und 8 vorkommen, tetradische Zahlen sind. Da im Binärsystem nur Nullen und Einsen vorkommen, wird diese Bedingung erfüllt.)
- Ersetzt man die Ziffer 8 bei den tetradischen Zahlen durch die Ziffer 2, so erhält man die Zahlenpalindrome zur Basis {\displaystyle b=3}. Die kleinsten Zahlenpalindrome zur Basis {\displaystyle b=3} sind die folgenden (in diesem Zahlensystem, dem Ternärsystem geschriebenen):[2]

0, 1, 2, 11, 22, 101, 111, 121, 202, 212, 222, 1001, 1111, 1221, 2002, 2112, 2222, 10001, 10101, 10201, 11011, 11111, 11211, 12021, 12121, 12221, 20002, 20102, 20202, 21012, 21112, 21212, 22022, 22122, 22222, 100001, 101101, 102201, 110011, … (Folge A118594 in OEIS)
Diese Zahlen sind aber keine tetradischen Zahlen zur Basis {\displaystyle b=3}, weil die Ziffer 2 bei tetradischen Zahlen nicht vorkommen darf. Die kleinsten tetradischen Zahlen zur Basis {\displaystyle b=3} sind die folgenden im Ternärsystem geschriebenen:
0, 1, 11, 101, 111, 1001, 1111, 10001, 10101, 11011, 11111, 100001, 101101, 110011, … (Folge A057148 in OEIS)